# Sırmalıoya, Genç
Sırmalıoya là một xã thuộc huyện Genç, tỉnh Bingöl, Thổ Nhĩ Kỳ. Dân số thời điểm năm 2010 là 197 người.